# Alfred Johnson Brooks
Alfred Johnson Brooks PC QC (* 14. November 1890 in Gagetown, New Brunswick; † 7. Dezember 1967) war ein kanadischer Oberst der Canadian Army, Rechtsanwalt und Politiker der  Konservativen Partei Kanadas sowie später der Progressiv-konservativen Partei (PC), der 25 Jahre lang Mitglied des Unterhauses sowie weitere sieben Jahre Mitglied des Senats war. Zwischen 1957 und 1960 war er Minister für Veteranenangelegenheiten im 18. kanadischen Kabinett von Premierminister John Diefenbaker.

## Leben

### Rechtsanwalt, Erster Weltkrieg und Politiker in New Brunswick
Brooks absolvierte nach dem Schulbesuch zunächst ein grundständiges Studium, welches er mit einem Bachelor of Arts (B.A.) abschloss. Ein postgraduales Studium der Rechtswissenschaften beendete er mit einem Bachelor of Civil Laws (B.C.L.) und nahm danach eine Tätigkeit als Barrister auf. Für seine anwaltlichen Verdienste wurde er zum Kronanwalt (Queen’s Counsel) ernannt sowie mit einem Ehrendoktor der Rechtswissenschaften (Hon. LL.D.) ausgezeichnet.
Während des Ersten Weltkrieges trat Brooks 1914 in die Canadian Expeditionary Force (CEF) ein und nahm mit dem 26. Bataillon an verschiedenen Kampfeinsätzen teil, wobei er zuletzt zum Major befördert wurde.
Mitte der 1920er Jahre konzentrierte sich Brooks auf die politische Arbeit in der Provinz New Brunswick und wurde am 10. August 1925 im Wahlkreis King’s County als Kandidat der Progressive Conservative Party of New Brunswick zum Mitglied der Legislativversammlung von New Brunswick gewählt und gehörte dieser fast zehn Jahre lang bis zum 26. Juni 1935 an. Während dieser Zeit war er zuletzt als stellvertretender Sprecher der Legislativversammlung von 1930 bis 1935 Vize-Parlamentspräsident.
Daneben blieb er der Canadian Army weiterhin verbunden und war zwischen 1926 und 1930 Oberstleutnant der New Brunswick Rangers sowie anschließend von 1930 bis 1933 Oberstleutnant bei der 16. Infanteriebrigade.

### Unterhausabgeordneter, Bundesminister und Senator
Nach seinem Ausscheiden aus der Legislativversammlung von New Brunswick wurde Brooks bei der Wahl vom 14. Oktober 1935 als Kandidat der Konservativen Partei Kanadas erstmals zum Abgeordneten in das Unterhaus gewählt und vertrat in diesem bis zu seinem Mandatsverzicht am 12. September 1960 fast 25 Jahre lang den Wahlkreis Royal.
Während des Zweiten Weltkrieges wurde er noch einmal in den Militärdienst zurückbeordert und war zwischen 1940 und 1944 als Oberst Kommandant des Transitlagers in Windsor.
Am 21. Juni 1957 wurde Brooks von Premierminister John Diefenbaker in das 18. kanadische Kabinett berufen und war dort bis zum 10. Oktober 1960 Minister für Veteranenangelegenheiten sowie zugleich vom 21. Juni 1957 bis zum 21. August 1957 geschäftsführender Minister für nationale Gesundheit und Wohlfahrt.
Nachdem er am 12. September 1960 auf Vorschlag von Premierminister Diefenbaker zum Senator für New Brunswick für den Senatsbezirk Royal ernannt worden war, schied Brooks unmittelbar darauf aus dem Unterhaus aus und legte am 10. Oktober 1960 auch sein Ministeramt nieder.
In der Folgezeit war er zwischen dem 1. September 1962 und dem 21. April 1963 de facto Vorsitzender der PC-Fraktion und damit Führer der Regierungsmehrheit im Senat, gehörte allerdings nicht dem Kabinett als Mitglied an.
Nach der Niederlage seiner Partei bei der Unterhauswahl vom 8. April 1963 fungierte Brooks als Oppositionsführer der Progressiv-konservativen Partei im Senat, ehe er am 31. Oktober 1967 von dieser Funktion zurücktrat. Am 7. November 1967, ein Monat vor seinem Tod, trat er schließlich auch von seinem Senatsmandat zurück. Er gehörte damit dem Parlament von Kanada 32 Jahre und 25 Tage als Mitglied an.